# Stereolab
Stereolab es un grupo británico de rock formado en Londres a principio de los años 1990, cuyo estilo combina elementos de la música lounge e easy-listening de los años 50 y 60 con influencias del krautrock y el pop de los años 60, entre otros géneros. Fue una de las primeras bandas a las que se les aplicó la etiqueta "post-rock". Su sonido se caracteriza por el uso de antiguos instrumentos de teclado analógicos tales como sintetizadores Moog y órganos eléctricos Farfisa y Vox.
El grupo, que toma su nombre de un sello discográfico de los años 50, está liderado por el inglés Tim Gane (guitarra y teclados) y la francesa Lætitia Sadier (voces, teclados, trombón y guitarra), y es deudor del sonido de bandas alemanas de la escena krautrock, como Can, Kraftwerk y Neu!; del space rock británico, del pop de los años 60 y de la inventiva de artistas pioneros del rock experimental como Syd Barrett y The Velvet Underground. La banda mezcla estas influencias con elementos del lounge y el space age pop, de bandas sonoras de compositores como Henry Mancini y de música brasileña como la bossa nova y la tropicalia. Las letras del grupo tocan temáticas sociopolíticas: algunos críticos sostienen que las letras de la banda (escritas por Sadier y cantadas en inglés y en francés) tienen un fuerte mensaje marxista, y Gane y Sadier admiten estar influenciados por movimientos políticos y culturales como el surrealismo y la Internacional Situacionista.
Tras la disolución de McCarthy, su anterior grupo, Gane montó el dúo con una fan del grupo, Sadier, a quien conoció en un concierto del mismo. Aunque Stereolab ha tenido diversos cambios en su formación desde sus comienzos, el germen activo del grupo siempre ha permanecido en ellos dos. Pero conviene recordar que nunca han sido un dúo, sino un proyecto abierto por el que han pasado músicos como Andrew Ramsay (baterista del grupo) o la australiana Mary Hansen (fallecida en un accidente de carretera), además del bajista neozelandés Martin Kean (The Chills), el guitarrista Sean O'Hagan (fundador de The High Llamas) y David Pajo (guitarrista de diversos grupos, entre ellos Slint y Tortoise), entre otros.
A pesar de que la banda tiene muchos fanes en el underground y es muy respetada por la crítica, no ha logrado demasiado éxito comercial. Sin embargo, algunos críticos la consideran una de las bandas más influyentes y originales de la década de 1990.

## Historia

### Inicios (1990-1993)
Tim Gane fue uno de los fundadores, en 1985, de McCarthy, una banda de Essex, Inglaterra, más conocida por sus letras influenciadas por ideas políticas marxistas y por ser una de las bandas más representativas del subgénero C86. El sonido de McCarthy puede ser considerado un prototipo del de Stereolab. Gane era originalmente baterista, pero Malcolm Eden, cantante y guitarrista del grupo, le enseñó a tocar algunos acordes en guitarra. Gane conoció a la francesa Lætitia Sadier (a veces conocida como Seaya Sadier) en un recital del grupo en París, y al poco tiempo ambos se enamoraron. A Sadier le interesaba el mundo de la música pero estaba desilusionada con la escena de rock de su país, por lo que al poco tiempo se fue a vivir a Londres para estar con Gane y para intentar tener una carrera allí en esa industria. McCarthy se separó en 1990 tras haber editado tres álbumes (en el último de los cuales Sadier contribuyó con su voz), e inmediatamente Gane y Sadier formaron a Stereolab. El nombre del grupo proviene de una división de la compañía discográfica Vanguard Records dedicada a demostrar efectos de sonido de alta fidelidad durante los años 50 y 60.
Gane y Sadier, junto al futuro mánager de Stereolab Martin Pike, crearon un sello independiente llamado Duophonic Super 45s, el cual, junto a su futuro derivado, Duophonic Ultra High Frequency Disks, sería comúnmente conocido como "Duophonic". El EP en vinilo de 10" Super 45 fue el primer lanzamiento del sello y del grupo, y se vendía a pedido por correo. El material gráfico del álbum fue diseñado por la banda y fue el primero de varios lanzamientos de Duophonic de edición limitada. En una entrevista de 1996 con The Wire, Gane habló sobre los beneficios de la estética DIY y del control que el grupo tiene sobre su música. Otra bandas independientes de estilo similar como Tortoise, Broadcast y Labradford también editaron material con Duophonic.
Stereolab editó otro EP, Super-Electric, y un sencillo, Stunning Debut Album, ambos en 1991, al igual que Super 45. En sus inicios el material de la banda se basaba en la guitarra, con un sonido de rock más convencional y sin usar sintetizadores de antaño, con melodías pop y ritmos repetitivos que podrían categorizarse como noise pop.
El primer LP del grupo, Peng!, fue editado en 1992 a través del sello independiente Too Pure, al igual que la primera compilación del grupo, Switched On, y el sencillo/EP de cuatro canciones Low Fi. La formación del grupo en ese entonces giraba alrededor de Gane y Sadier, quienes en un principio estaban acompañados por Joe Dilworth (batería) y Martin Kean (bajo), los cuales dejaron el grupo antes de la grabación del siguiente álbum.
Gracias a sus primeros lanzamientos el grupo obtuvo un culto de seguidores en el underground de Reino Unido, el cual creció en 1993 con Space Age Batchelor Pad Music (también conocido como The Groop Played "Space Age Batchelor Pad Music"), que según el sitio web oficial del grupo es un "mini-LP". En este álbum la banda comenzó a incorporar elementos de easy-listening, lounge pop y lo que solía ser denominado como space age pop, género surgido en los años 50 frecuentemente asociado con el concepto de kitsch. Este álbum le permitió al grupo firmar su primer contrato con una compañía estadounidense, Elektra Records. Sin embargo el álbum fue editado en Reino Unido por Duophonic Ultra High Frequency Disks, que se encarga de editar los LP de Stereolab domésticamente. La alineación del grupo durante la grabación de Space Age Batchelor Pad Music estaba compuesta por Gane, Sadier, la cantante Mary Hansen, el baterista Andrew Ramsay, el bajista Duncan Brown, la teclista Katharine Gifford y el guitarrista Sean O'Hagan (exintegrante de Microdisney). La australiana Hansen había estado en contacto con Gane desde la época en la que el aún formaba parte de McCarthy. Desde que se unió al grupo, Hansen desarrolló un estilo de contrapunto vocal junto a Sadier que distinguió al sonido de Stereolab hasta su muerte (que se produjo diez años después, en el año 2002). Más tarde, O'Hagan dejaría el grupo para dedicarse a The High Llamas (que editó su primer álbum en 1994), pero volvería a contribuir frecuentemente en los álbumes de Stereolab.
Transient Random-Noise Bursts With Announcements le siguió en mayo del mismo año y recibió reconocimiento por su eclecticismo, al mezclar elementos pop con instrumentales, experimentación con ritmos influenciados por artistas de krautrock, ruido, voces distorsionadas y cambios de ritmo. En el mismo año el grupo lanzaría un EP junto al reconocido grupo industrial Nurse With Wound, titulado Crumb Duck.

### Reconocimiento (1994-2001)
El 8 de enero de 1994, Stereolab logró su primer ingreso a las listas británicas cuando su EP de 1993 Jenny Ondioline entró al UK Singles Chart en el puesto número 75 (en los siguientes tres años, otros cuatro lanzamientos de la banda aparecieron en esa lista, el último de los cuales fue el EP Miss Modular en 1997).
Con su lanzamiento de larga duración de 1994, Mars Audiac Quintet, el grupo se concentró más en el pop que en el rock, lo que según la Allmusic resultó en el que debía ser "el álbum más accesible" del grupo. Mars Audiac Quintet se destacó por mezclar canciones melódicas con un amplio uso de instrumentos electrónicos "vintage", y por tener el sencillo "Ping Pong", canción con ritmo de bossa nova que recibió atención en los medios por su explícita letra marxista. Luego de lanzar en 1995 una colección de sencillos y lados B llamada Refried Ectoplasm: Switched On, Vol. 2, Stereolab editó un EP titulado Music for the Amorphous Body Study Center, que fue la contribución del grupo para una exposición de arte interactivo en colaboración con el escultor neoyorquino Charles Long, que consistía en esculturas de Long que incorporaban auriculares (conectados a las mismas) en los que se podía escuchar la música de Stereolab. El EP se destacó por tener arreglos de cuerdas y arreglos de voz más sofisticados e intrincados que en los lanzamientos anteriores del grupo. Antes de que la banda volviera a grabar un álbum Gifford fue reemplazada por Morgane Lhote.
En 1996 se edita el siguiente álbum del grupo, titulado Emperor Tomato Ketchup, el cual fue muy bien recibido por la crítica (tanto en Estados Unidos como en Reino Unido) y por la escena alternativa. Para este álbum la banda amplió su sonido agregando elementos de hip-hop, jazz, dub, música dance y arreglos instrumentales más complejos, aunque manteniendo los elementos pop del álbum anterior. Stephan Davet, del diario francés Le Monde, sostuvo que veía en Emperor Tomato Ketchup influencias de diversos artistas tales como The Velvet Underground, Burt Bacharach y Françoise Hardy. John McEntire de Tortoise colaboró como productor y además tocó en el álbum. Tras la grabación de este álbum el bajista Duncan Brown sería reemplazado por Richard Harrison, y el grupo editó otro EP a fines del mismo año, Fluorescences, de edición limitada, con instrumentos de viento, con un sonido más orquestado y más cercano al cool jazz.

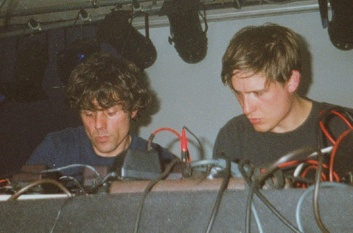
El dúo alemán Mouse on Mars en vivo. Ambos integrantes participaron en la grabación de Dots and Loops.

Dots and Loops siguió en 1997, y fue el primer álbum de Stereolab en entrar en las listas de Billboard, llegando al puesto número 111. El álbum presentaba un sonido más influenciado por el easy-listening y la bossa nova. Según la revisión del diario alemán Die Zeit, en Dots and Loops el grupo cambia los riffs inspirados por The Velvet Underground por "sonidos más suaves". McEntire volvió a contribuir, al igual que Sean O'Hagan (que ya había dejado de ser parte fija del grupo) y Jan St. Werner y Andi Toma, quienes conforman el dúo alemán de electropop Mouse on Mars. Según Joshua Klein, Dots and Loops es "más abstracto y cinemático que su predecesor", contiene una menor presencia de guitarras y suena "como lo que pasaría si a Burt Bacharach se le encargara la banda sonora del aterrizaje en Marte, sólo para que la señal fuese mezclada por la interferencia de transmisiones de radio rebotando por el espacio". En 1997 también apareció una nueva colaboración con Nurse With Wound (Simple Headphone Mind), a la que le siguió en 1998 el tercer lanzamiento de la serie "Switched On", Aluminum Tunes.
La banda se tomó un descanso debido al nacimiento del hijo de Sadier y Gane, para volver en 1999 con Cobra and Phases Group Play Voltage in the Milky Night. El álbum fue producido nuevamente por McEntire pero con la colaboración del estadounidense Jim O'Rourke, quien además de su trabajo como productor es conocido por haber sido miembro de Sonic Youth. El álbum agregaba al sonido del grupo elementos de free jazz, disonancia y trompetas, pero no fue tan bien recibido por la crítica como los álbumes anteriores. Para la gira de este álbum, el bajista Simon Johns se sumó al grupo.
Tras un nuevo EP titulado The First of the Microbe Hunters (que salió en el año 2000), la banda editó otro álbum de larga duración, Sound-Dust, en el año 2001, el cual llegó al puesto número 178 en Billboard 200. Sound-Dust contó nuevamente con la producción de McEntire y O'Rourke, y fue mejor recibido por los críticos que su antecesor por tener un sonido más accesible, con mayor énfasis en instrumentos de viento como flautas.

### La muerte deMary Hansen(2002)
En el año 2002, Stereolab comenzó a preparar un estudio al norte de Burdeos, Francia. En octubre de ese mismo año la banda editó ABC Music: The Radio 1 Sessions, una compilación de sesiones para la BBC Radio 1. En este mismo año Morgane Lhote dejó de ser parte del grupo y se produjo el fin de la relación romántica entre Gane y Sadier.
Sin embargo, el evento más importante del año para el grupo sucedió el 9 de diciembre, cuando Mary Hansen falleció en un accidente de tránsito. Hansen había nacido en Maryborough (al norte de Brisbane), Queensland, Australia; y se había convertido en parte importante del grupo por su trabajo vocal (en especial por su forma de armonizar con Sadier), aunque también era guitarrista y teclista. El accidente se produjo cuando Hansen, que viajaba en bicicleta, fue embestida por un camión. Esta tragedia hizo que el grupo no estuviese activo durante un tiempo, pero la banda decidió continuar, y una canción de su siguiente álbum, Margerine Eclipse, titulada "Feel and Triple", tiene la letra dedicada a Hansen. Algunas notas sobre las presentaciones en vivo del grupo mencionan el impacto que la ausencia de Hansen tuvo en el sonido del grupo.

### 2003-presente
El primer lanzamiento del grupo tras la muerte de Hansen fue un EP grabado en Francia titulado Instant 0 in the Universe. El mismo salió durante el año 2003, al igual que Socialisme Ou Barbarie: The Bedroom Recordings, el primer trabajo de Monade, un proyecto de Sadier y Rosie Cuckston. Tanto el nombre del grupo como el título del álbum son referencias a la obra del intelectual greco-francés Cornelius Castoriadis.
El LP Margerine Eclipse salió a principios del año 2004 y fue bien recibido por los críticos, a pesar de que muchos sostuvieron que este álbum no aporta nada nuevo al sonido del grupo. Un desafío de Gane era que el álbum estuviese mezclado y arreglado de tal modo que se puedan escuchar versiones completamente diferentes del mismo a través de cada parlante de un equipo stereo. Según Gane, hay "dos partes de batería, dos partes de bajo, y así. No es el punto del álbum, pero está ahí". Margerine Eclipse fue el último lanzamiento del grupo para Elektra Records, que cerró en el mismo año. A partir de ese momento todos los nuevos lanzamientos fueron editados por Too Pure, la misma compañía que había editado algunos de los primeros lanzamientos del grupo.
Oscillons from the Anti-Sun salió en el año 2005. Esta retrospectiva de las obras menos conocidas del grupo está compuesta por tres CD y un DVD. El segundo álbum de Monade, A Few Steps More, también apareció en el mismo año. Entre septiembre de 2005 y marzo del 2006, Stereolab editó una serie de sencillos de edición limitada que fueron recopilados en Fab Four Suture, ya que según Gane el sello quería que el grupo saliera de gira. Serene Velocity, una compilación basada en lo mejor de los álbumes que el grupo sacó con Elektra Records, salió a finales del mismo año. La banda editó un nuevo álbum, Chemical Chords, durante el año 2008 por medio del sello 4AD. El álbum ha tenido una buena recepción por parte de los críticos, aunque algunos consideran que el mismo no presenta cambios radicales con respecto al sonido de los trabajos anteriores de la banda, pese a que ha sido descrito como un disco más accesible y cercano al pop que sus antecesores. Gane describe al álbum como "una colección de canciones pop deliberadamente cortas, densas y rápidas".

## Estilo

### Sonido e influencias
La música de Stereolab combina un sonido de rock repetitivo con música lounge instrumental, a lo que se le suman vocales femeninas (en francés e inglés) y melodías pop. Sus álbumes están muy influenciados por la técnica "motorik" de grupos de krautrock de los años 70, como Can, Neu! y Faust. Tim Gane apoya a la comparación: "Neu! hizo minimalismo y drones, pero de un modo muy pop".
El estilo de Stereolab también incorpora música easy-listening de los años 50 y 60, incluyendo influencias de artistas de space age pop (estilo que buscaba incorporar instrumentos exóticos y técnicas de sonido stereo innovadoras para la época) como Martin Denny, Perrey-Kingsley y Bruce Haack. Según Joshua Klein (en The Washington Post), "años antes de que los demás los alcanzaran, Stereolab estaba haciendo referencias a bandas alemanas de los años 1970 como Can y Neu!, el maestro mexicano de la música lounge Esquivel y el poco de moda Burt Bacharach".  La banda también ha sido inspirada por el funk, el jazz y música brasileña como la bossa nova y tropicalia. Otros artistas que han sido mencionados como influencia de Stereolab incluyen al grupo de rock de los años 70 The Rockets (también influenciado por música easy-listening y por bandas de krautrock), el grupo pionero de la música electrónica de los años 60 Silver Apples, la banda de pop psicodélico The Free Design, el compositor de bandas sonoras Henry Mancini y la actriz y cantante pop francesa Françoise Hardy. En una entrevista del año 2003 con BBC News Online Gane mencionó al grupo Throbbing Gristle como el que más lo inspiró musicalmente.

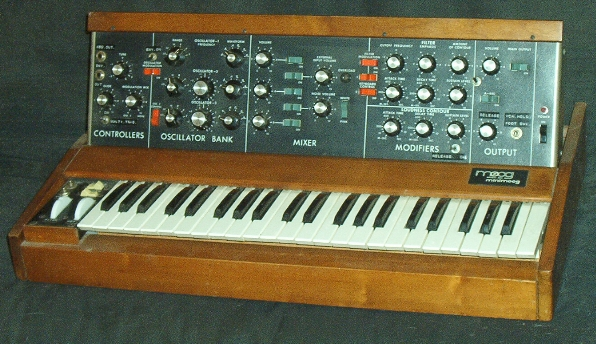
Foto de un Minimoog, sintetizador electrónico de los años 70. Stereolab suele usar sintetizadores Moog en su música.

La banda usa instrumentos electrónicos analógicos "vintage" como los órganos Farfisa y Vox, y el sintetizador Moog, que fue usado prominentemente en su álbum de 1994, Mars Audiac Quintet. Gane ha elogiado a estos instrumentos viejos por ser más controlables. El sonido de los primeros álbumes ha sido comparado con el de las bandas de shoegaze de fines de los años 80 y principios de los 90. Algunos críticos, como Stephen Thomas Erlewine, ven en Emperor Tomato Ketchup "leves influencias de hip-hop y dub". El grupo también ha sido influenciado por el minimalismo de compositores como Philip Glass y Steve Reich, en especial en su álbum de 1999, Cobra and Phases Group Play Voltage in the Milky Night. Según Gane, la música de Sound-Dust está influenciada en parte por música de Gustav Holst y la del compositor Olivier Messiaen. Algunos críticos sostienen que el trabajo más reciente del grupo, como Instant 0 in the Universe (2003) y Margerine Eclipse (2004), suena similar a sus primeros trabajos con mayor énfasis en la guitarra.
En algunas ocasiones se han usado términos como posmodernismo y "pop postmoderno" para referirse al enfoque de la banda.  En una entrevista Gane dijo que parte de la filosofía del grupo era que "ser únicos era más importante que ser buenos". Gane también afirmó que según su idea de la música no tiene ningún propósito "tratar de ser original", sino que desde su punto de vista hay que "unir distintas cosas de diferentes eras, música diferente" con ideas propias, lo que daría como resultado "algo que nunca antes había sido hecho".

### Letras, vocalización y títulos
Lætitia Sadier canta tanto en francés como en inglés. Ella escribe las letras del grupo, que tienden hacia comentarios sociales marxistas. Antes de la muerte de Mary Hansen en 2002, ambas intercambiaban sus voces de forma "hipnótica". Según Peter Shapiro (en The Wire), Sadier tiene todo el "histrionismo emocional" de la cantante alemana Nico.
Las letras del grupo tocan temas políticos y filosóficos. El surrealismo y las ideas de la Internacional Situacionista son influencias importantes, al igual que el marxismo. La reseña de la Allmusic de la canción "Miss Modular", por ejemplo, afirma que la letra de la misma (en francés) parece influenciada por la teoría situacionista del espectáculo. Otro ejemplo es la letra de "Ping Pong", sencillo de Mars Audiac Quintet, que según los críticos Stewart Mason y Simon Reynolds trata sobre algunos elementos del análisis marxista del ciclo económico. La banda evita estas asociaciones que ha hecho la crítica con el marxismo, como cuando en una entrevista Sadier admitió haber leído "muy poco de Marx". Sadier también se ha inspirado por eventos como la guerra en Irak.
Los títulos de las canciones y los álbumes de Stereolab mencionan algunos de los instrumentos musicales que usa el grupo, además de nombres de grupos artísticos y políticos y de artistas avantgarde. Por ejemplo, en una entrevista, Gane afirmó que el nombre de Cobra and Phases Group Play Voltage in the Milky Night incluye el nombre de dos organizaciones surrealistas, CoBrA y Phases Group. El título de la primera canción de Dots and Loops, "Brakhage", es una referencia a Stan Brakhage, un director de cine experimental; y Emperor Tomato Ketchup es el nombre de una película del año 1970 del director japonés Shuji Terayama. La compilación de 1992, Switched On, hace referencia al nombre de un álbum de 1968 de Wendy Carlos (Switched On Bach); mientras que la canción "International Colouring Contest" es un tributo a la excéntrica artista Lucia Pamela (y comienza con un sample de su voz) y el sencillo de 1992 "John Cage Bubblegum" se refiere al compositor experimental John Cage. Títulos como "Farfisa", "Motoroller Scalatron" y "Jenny Ondioline" hacen referencia a instrumentos musicales "vintage", mientras que otros utilizan terminología hi-fi ("Wow And Flutter", Transient Random-Noise Bursts With Announcements). Varios títulos de sus canciones han sido comparados con los de los Cocteau Twins, debido a que en muchas ocasiones unen palabras no relacionadas pero que suenan bien en conjunto.

### En vivo
Stereolab sale de gira frecuentemente para apoyar sus lanzamientos de estudio. Según una reseña de The New York Times, la banda suena más "apremiante" en sus recitales, mientras que la revisión de la Allmusic de ABC Music: The Radio 1 Sessions afirma que Stereolab puede ser una "feroz banda en vivo" ya que en sus presentaciones le agregan "agresividad"  a su música. Los miembros de la banda suelen tocar instrumentos de viento en sus presentaciones en vivo. Una reseña de uno de los recitales de Stereolab posteriores a la muerte de Mary Hansen menciona que el escenario estaba lleno de instrumentos: "hubiera sido casi imposible colocar otro instrumento en el escenario, que estaba lleno con una variedad de teclados, trompas, baterías y guitarras. Una simple armónica soltada en el centro hubiera causado que el trombón cayera al público". Otras reseñas mencionan que la voz de Lætitia Sadier está más atenuada en los recitales de la banda que en sus álbumes, y que los integrantes hablan poco y están "inmóviles" durante sus shows. Por estos motivos se ha criticado a la banda por falta de presencia en el escenario, y por sonar como "música de fondo".

## Impacto
Stereolab ha sido llamada "una de las bandas alternativas más influyentes de los años 90". La banda fue una de las primeras a las que se les aplicó el término "post-rock". Este término fue usado por Simon Reynolds para referirse a bandas que tomaban influencias externas a las convencionales del rock para hacer música con instrumentación de rock pero que buscaba crear "nuevos mundos de sonido" en el estudio. Su álbum de 1996, Emperor Tomato Ketchup, recibió una buena reacción en círculos underground y fue muy bien recibido por la crítica, como en el caso de la publicación digital Pitchfork, que ubicó a Emperor Tomato Ketchup en el puesto #51 de su lista de los "Top 100 Albums of the 1990s" ("Los 100 Mejores Álbumes de los años 1990"). Por su parte, la revista Spin colocó a Emperor Tomato Ketchup en el puesto #88 de su lista de "100 Greatest Albums, 1985-2005" (sobre los 100 mejores álbumes editados entre 1985 y 2005), y declaró a Stereolab como "una de las 50 bandas más influyentes del pop".
Sin embargo, algunos críticos han cuestionado al grupo, por el estilo vocal "indescifrable" de Sadier y por hacer música que no surge de una "necesidad emocional". Por ejemplo, el crítico Dave Simpson de The Guardian acusó al grupo de hacer música que suena armada "teoréticamente y analíticamente" pero "sin emociones", de sonar "como una banda de críticos de rock más que de músicos". Peter Shapiro defendió al grupo en The Wire contra acusaciones de no ser más que "la suma total de sus arcanos puntos de referencia."
Una gran variedad de artistas —no necesariamente músicos— han colaborado con Stereolab. En 1995 el grupo trabajó con el escultor Charles Long para un show interactivo en Nueva York, para el cual Long aportó sus obras y Stereolab la música (la cual sería lanzada en el EP Music for the Amorphous Body Study Center). La banda salió de gira con el grupo de post-rock Tortoise, además de lanzar material del mismo; y un miembro de ese grupo, John McEntire, trabajó en varios álbumes de Stereolab. También produjeron junto a la banda industrial Nurse With Wound dos lanzamientos de edición limitada en los años 1990, que incluían remixes hechos por Nurse With Wound de canciones de Stereolab.

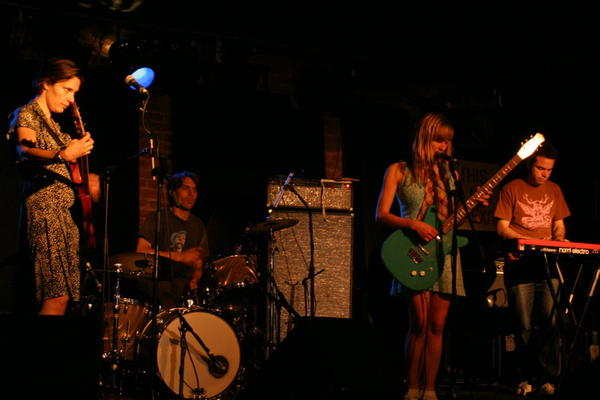
Monade en vivo.

Algunos integrantes del grupo comenzaron sus propios proyectos, estilísticamente relacionados con el sonido de Stereolab. Sadier lanzó tres álbumes con su otro proyecto, el cuarteto francés Monade. La teclista Katharine Gifford creó Snowpony junto a un exmiembro de My Bloody Valentine. El guitarrista Sean O'Hagan lidera The High Llamas, un grupo que según muchos críticos está muy influenciado por la música de los Beach Boys y Brian Wilson, y que contó con la colaboración de Mary Hansen en uno de sus álbumes. Gane y O'Hagan también colaboraron en la banda sonora de "La Vie d'Artiste", una película francesa del director Marc Fitoussi. Ambos habían colaborado brevemente con anterioridad en otro proyecto llamado Turn On, en el año 1997, con Andrew Ramsay como tercer miembro. El bajista Simon Johns también forma parte de Imitation Electric Piano, un grupo que mezcla elementos de rock progresivo, rock psicodélico, folk y jazz, y cuyo sonido ha sido comparado con el de Stereolab. Johns y Ramsay también integraron Europa 51, un supergrupo que contó con la colaboración de Mary Hansen y Dominic Jeffery, además de integrantes de The High Llamas y Laika; y editó un álbum en el año 2003 titulado Abstractions.
A pesar del respeto de la crítica y su importante número de fanes, el grupo no ha tenido mucho éxito comercial. Su EP de 1993 Jenny Ondioline entró en las listas británicas, pero cuestiones financieras le impidieron al grupo editar suficientes álbumes para satisfacer la demanda. Cuando Warner Music cerró Elektra Records en 2004, el grupo fue dejado de lado (al igual que muchos otros artistas) por sus pocas ventas. Desde entonces, el sello del grupo, Duophonic, consiguió un contrato con otro sello independiente, Too Pure/Beggars Banquet Group, y puede licenciar o lanzar por su cuenta la música del grupo, dependiendo del país.

## Integrantes

### Miembros actuales
- Tim Gane - guitarra, sintetizador, órgano, bajo (ex-integrante de McCarthy, también formó parte de Turn On y Europa 51)[87][88]
- Lætitia Sadier - voz, sintetizador, órgano, pandereta, trombón, guitarra (también integrante de Monade, participó en el último álbum de McCarthy)[1][87][88][89]
- Andrew Ramsay - batería (desde 1992 en adelante, también integrante de Turn On, Europa 51 y Splitting the Atom)[1][90]
- Simon Johns - bajo y batería (desde Cobra and Phases Group Play Voltage in the Milky Night en adelante, también integrante de Imitation Electric Piano, Europa 51 y Clear Spot)[91][89]
- Joseph Watson (también integrante de Imitation Electric Piano)[92]
- Julien Gasc[93]

### Miembros anteriores y colaboradores frecuentes
- Joe Dilworth - batería (1991-1992, también integrante de Th' Faith Healers)[1]
- Martin Kean - bajo (1991-1993, integrante de The Chills)[1]
- Mary Hansen - voz, guitarra, teclados, percusión (desde 1992 hasta su muerte en 2002, también formó parte de Europa 51, Splitting the Atom, The Horizontalist, The Wolfhounds y Schema)[88][1][94][95][96]
- Gina Morris - voz (hasta 1992)[1][97]
- Sean O'Hagan - guitarra, piano, órgano, teclados (se unió al grupo en 1993, ex-integrante de Microdisney, tras dejar Stereolab formó The High Llamas pero siguió colaborando ocasionalmente con el grupo, también formó parte de Turn On)[98][1][99][100]
- Katharine Gifford - teclados (entre la grabación de Mars Audiac Quintet y la de Emperor Tomato Ketchup, también integrante de Snowpony y Moonshake)[1][101]
- Duncan Brown - bajo (1993-1996, integrante de Billy Mahonie y Chenko)[1][102][103]
- Morgane Lhote - teclados (1996-2000, también integrante de The Projects)[1][104]
- Richard Harrison - bajo (1996-1997, también formó parte de Dislocation Dance, Homelife, Bleachboys y Spaceheads)[1][105]
- Dominic Jeffery (a veces llamado Dominic Jeffrey, dependiendo de la fuente) - órgano, piano, celeste (desde la grabación de Margerine Eclipse hasta la de Fab Four Suture, también integrante de Europa 51 y de Imitation Electric Piano)[106][107][89]
- Joseph Walters[108]
- David Pajo - guitarra (integrante de Slint y Tortoise)[109][110]
- John McEntire - productor, guitarra, sintetizadores, maracas, clave, pandereta (integrante de Tortoise, Gastr del Sol y The Sea and Cake)[1][111][112]
- Fulton Dingley - productor, sintetizador, percusión (integrante de The Horizontalist)[89][113]

## Discografía
La banda ha editado una gran cantidad de EP y sencillos, en muchos casos de edición limitada, y ha compilado gran parte de este material en la serie Switched On.

### Álbumes
- Peng! (1992)
- Space Age Batchelor Pad Music (1993) (también conocido como The Groop Played "Space Age Batchelor Pad Music")
- Transient Random-Noise Bursts With Announcements (1993)
- Mars Audiac Quintet (1994)
- Emperor Tomato Ketchup (1996)
- Dots and Loops (1997)
- Cobra and Phases Group Play Voltage in the Milky Night (1999)
- Sound-Dust (2001)
- Margerine Eclipse (2004)
- Chemical Chords (2008)
- Not Music (2010)
- Instant Holograms On Metal Film (2025)

### Recopilaciones
- Switched On (1992)
- Refried Ectoplasm (1995) (también conocido como Refried Ectoplasm: Switched On, Volume 2)
- Aluminum Tunes (1998) (también conocido como Aluminum Tunes: Switched On, Volume 3)
- ABC Music (2001) (sesiones grabadas para BBC Radio 1)
- Oscillons from the Anti-Sun (2005)
- Fab Four Suture (2006)
- Serene Velocity (A Stereolab Anthology) (2006)
- Electrically Possessed (2021)